# Grupo de Países da América Latina e Caribe
O Grupo de Países da América Latina e Caribe, ou GRULAC, é um dos cinco Grupos regionais das Nações Unidas, composto por 33 Países-membros da América Central e do Sul, além de algumas ilhas das Índias Ocidentais. Representa 17% de todos os membros da ONU.
Assim como outros grupos regionais, é um grupo de diálogo não vinculativo no qual são discutidos assuntos referentes a assuntos regionais e internacionais. Além disso, o Grupo trabalha para ajudar a alocar assentos nos órgãos das Nações Unidas, nomeando candidatos da região.

## Países-Membros

Estados membros do Grupo da América Latina e do Caribe

Os países abaixo são membros do GRULAC:
- Antígua e Barbuda
- Argentina
- Bahamas
- Barbados
- Belize
- Bolívia, Estado Plurinacional da
- Brasil
- Chile
- Colômbia
- Costa Rica
- Cuba
- Domínica
- Dominicana, República
- Equador
- El Salvador
- Granada
- Guatemala
- Guiana
- Haiti
- Honduras
- Jamaica
- México
- Nicarágua
- Panamá
- Paraguai
- Peru
- Santa Lúcia
- São Cristóvão e Nevis
- São Vicente e Granadinas
- Suriname
- Trindade e Tobago
- Uruguai
- Venezuela, República Bolivariana da

## Representação

### Conselho de Segurança
O Grupo da América Latina e do Caribe atualmente ocupa dois assentos no Conselho de Segurança, ambos não permanentes. Os membros atuais do Conselho de Segurança do Grupo são:
| País                     | Mandato                                       |
| ------------------------ | --------------------------------------------- |
| República Dominicana     | 1 de janeiro de 2019 – 31 de Dezembro de 2020 |
| São Vicente e Granadinas | 1 de Janeiro de 2020 – 31 de Dezembro de 2021 |

### Conselho Econômico e Social
Atualmente, o Grupo da América Latina e do Caribe ocupa 10 cadeiras no Conselho Económico e Social das Nações Unidas. Os membros atuais do Conselho Econômico e Social do Grupo são:
| País        | Mandato                                       |
| ----------- | --------------------------------------------- |
| Equador     | 1 de Janeiro de 2018 – 31 de Dezembro de 2020 |
| El Salvador | 1 de Janeiro de 2018 – 31 de Dezembro de 2020 |
| México      | 1 de Janeiro de 2018 – 31 de Dezembro de 2020 |
| Uruguai     | 1 de Janeiro de 2018 – 31 de Dezembro de 2020 |
| Brasil      | 1 de Janeiro de 2019 – 31 de Dezembro de 2021 |
| Jamaica     | 1 de Janeiro de 2019 – 31 de Dezembro de 2021 |
| Paraguai    | 1 de Janeiro de 2019 – 31 de Dezembro de 2021 |
| Nicarágua   | 1 de Janeiro de 2020 – 31 de Dezembro de 2022 |
| Colômbia    | 1 de Janeiro de 2020 – 31 de Dezembro de 2022 |
| Panamá      | 1 de Janeiro de 2020 – 31 de Dezembro de 2022 |

### Conselho de Direitos Humanos
O Grupo da América Latina e do Caribe atualmente ocupa oito cadeiras no Conselho de Direitos Humanos das Nações Unidas. Os membros atuais do Conselho Econômico e Social do Grupo são:
| País                                 | Mandato                                       |
| ------------------------------------ | --------------------------------------------- |
| Chile                                | 1 de Janeiro de 2018 – 31 de Dezembro de 2020 |
| México                               | 1 de Janeiro de 2018 – 31 de Dezembro de 2020 |
| Peru                                 | 1 de Janeiro de 2018 – 31 de Dezembro de 2020 |
| Argentina                            | 1 de Janeiro de 2019 – 31 de Dezembro de 2021 |
| Bahamas                              | 1 de Janeiro de 2019 – 31 de Dezembro de 2021 |
| Uruguai                              | 1 de Janeiro de 2019 – 31 de Dezembro de 2021 |
| Brasil                               | 1 de Janeiro de 2020 – 31 de Dezembro de 2022 |
| Venezuela (República Bolivariana da) | 1 de Janeiro de 2020 – 31 de Dezembro de 2022 |

### Presidência da Assembléia Geral
A cada cinco anos, nos anos 3 e 8, o Grupo da América Latina e do Caribe é elegível para eleger um presidente para a Assembléia Geral.
A seguir, é apresentada uma lista de presidentes do Greoup desde sua criação oficial em 1963:
| Ano da Eleição   | #   | Nome do Presidente        | País              | Nota                                                                          |
| ---------------- | --- | ------------------------- | ----------------- | ----------------------------------------------------------------------------- |
| 1963             | 18º | Carlos Sosa Rodríguez     | Venezuela         |                                                                               |
| 1968             | 23º | Emilio Arenales Catalán   | Guatemala         |                                                                               |
| 1973             | 28º | Leopoldo Benítes          | Equador           | Presidiu também o sexto período extraordinário de sessões da Assembléia Geral |
| 1978             | 33º | Indalecio Liévano         | Colômbia          |                                                                               |
| 1983             | 38º | Jorge E. Illueca          | Panamá            |                                                                               |
| 1988             | 43º | Dante M. Caputo           | Argentina         |                                                                               |
| 1993             | 48º | Samuel R. Insanally       | Guiana            |                                                                               |
| 1998             | 53º | Didier Opertti            | Uruguai           | Presidiu também a 10ª sessão extraordinária de emergência da Assembleia Geral |
| 2003             | 58º | Julian Robert Hunte       | Santa Lúcia       |                                                                               |
| 2008             | 63º | Miguel d’Escoto Brockmann | Nicarágua         |                                                                               |
| 2013             | 68º | John W. Ashe              | Antígua e Barbuda |                                                                               |
| 2018             | 73º | María Fernanda Espinosa   | Equador           |                                                                               |
| Mandatos futuros |     |                           |                   |                                                                               |
| 2023             | 78º | TBD                       | TBD               |                                                                               |
| 2028             | 83º | TBD                       | TBD               |                                                                               |
| 2033             | 88º | TBD                       | TBD               |                                                                               |

## Funções
O Grupo desempenha um papel importante na promoção dos interesses da região. Proporciona um fórum para os Estados Membros trocarem opiniões sobre questões internacionais, acompanharem os tópicos que estão sendo discutidos em organizações internacionais, constroem posições comuns sobre questões complexas e preparam declarações que refletem a posição conjunta do Grupo.
No entanto, o mais importante é que o Grupo permite a discussão e coordenação do apoio a candidatos de diferentes organizações das Nações Unidas da região.
Reuniões regulares do Grupo ocorrem em Genebra. Os tópicos mais comuns discutidos nessas reuniões são direitos humanos, meio ambiente, propriedade intelectual, direitos trabalhistas, comércio e desenvolvimento e telecomunicações.

## Sedes
O Grupo mantém vários escritórios em todo o mundo:
- Roma
  - Os dois escritórios em Roma concentram-se em questões bilaterais e multilaterais, em particular as das agências das Nações Unidas com sede em Roma.
- Viena
  - O escritório em Viena concentra a adesão de candidatos ao Grupo. Também trata de questões relacionadas com: o Escritório das Nações Unidas em Viena, a AIEA, a Comissão Preparatória da Organização do Tratado de Proibição Completa de Testes Nucleares, o UNOOSA e a UNIDO. O escritório também atua em contato com o G77 + China e o MNA
- Nova Iorque
  - O escritório em Nova Iorque lida principalmente com questões de candidatura e outros tópicos gerais.